# 南希·威尔森
南希·苏·威尔森（英語：Nancy Sue Wilson，1937年2月20日—2018年12月13日），美国女歌手，从1950年代中期到2011年淡出歌坛为止，她的音乐职业生涯长达五十余年。南希·威尔森以其单曲作品《(你不知道)我多么高兴》和翻唱的标准版本《猜猜我今天看到谁》而闻名。
在南希·威尔森的职业生涯里，她共计发行了70多张专辑，并三度获得格莱美奖。她被认为是节奏布鲁斯、流行乐、爵士乐、灵魂乐、蓝调等音乐类型歌手，也被誉为“完美女演员”和“完整艺人”；但她最喜欢的称号是“音乐造型师”。 南希·威尔森还收到过许多绰号，例如：“甜蜜南希”、“宝贝”、“梦幻南希小姐”和“蜜糖嗓女孩”等。